# Ricardo Allen
Ricardo Jamal Allen (Daytona Beach, 18 dicembre 1991) è un ex giocatore di football americano statunitense che ha militato nel ruolo di cornerback per i Cincinnati Bengals della National Football League (NFL). Fu scelto nel corso del quinto giro (147º assoluto) del Draft NFL 2014. Al college giocò a football alla Purdue University.

## Carriera

### Atlanta Falcons
Allen fu scelto nel corso del quinto giro del Draft 2014 dagli Atlanta Falcons. Dopo non essere mai sceso in campo nella sua stagione da rookie, partì come titolare nella prima gara della stagione 2015, facendo subito registrare un intercetto su Sam Bradford dei Philadelphia Eagles, oltre a 7 tackle. La sua seconda annata terminò con 68 tackle e 3 intercetti in 15 presenze.
Nel 2016, Allen disputò per la prima volta tutte le 16 gare come titolare, con 90 tackle e 2 intercetti. Un altro intercetto lo mise a segno su Aaron Rodgers nella finale della NFC nella vittoria sui Green Bay Packers che qualificò i Falcons per il Super Bowl LI. Il 5 febbraio 2017 partì come titolare nella finalissima in cui i Falcons furono battuti ai tempi supplementari dai New England Patriots dopo avere sprecato un vantaggio di 28-3 a tre minuti dal termine del terzo quarto.

### Cincinnati Bengals
Il 29 marzo 2021 Allen firmò un contratto di un anno con i Cincinnati Bengals. A fine stagione si ritirò.

## Palmarès

### Franchigia
- National Football Conference Championship: 1

Atlanta Falcons: 2016
- American Football Conference Championship: 1

Cincinnati Bengals: 2021